# ۸۴ (عدد)
۸۴ (هشتاد و چهار) یک عدد طبیعی است که بعد از ۸۳ و قبل از ۸۵ قرار دارد.